# Karin Schnaase
Karin Schnaase (* 14 de febrer de 1985 a Lüdinghausen) és una esportista alemanya que competeix en bàdminton en la categoria individual.